# Jean-Nicolas Diatkine
Pour les articles homonymes, voir Diatkine.
 (avril 2025).
La mise en forme du texte ne suit pas les recommandations de Wikipédia : il faut le « wikifier ».
Les points d'amélioration suivants sont les cas les plus fréquents. Le détail des points à revoir est peut-être précisé sur la page de discussion.
- Les titres sont pré-formatés par le logiciel. Ils ne sont ni en capitales, ni en gras.
- Le texte ne doit pas être écrit en capitales (les noms de famille non plus), ni en gras, ni en italique, ni en « petit »…
- Le gras n'est utilisé que pour surligner le titre de l'article dans l'introduction, une seule fois.
- L'italique est rarement utilisé : mots en langue étrangère, titres d'œuvres, noms de bateaux, etc.
- Les citations ne sont pas en italique mais en corps de texte normal. Elles sont entourées par des guillemets français : « et ».
- Les listes à puces sont à éviter, des paragraphes rédigés étant largement préférés. Les tableaux sont à réserver à la présentation de données structurées (résultats, etc.).
- Les appels de note de bas de page (petits chiffres en exposant, introduits par l'outil «  Source ») sont à placer entre la fin de phrase et le point final[comme ça].
- Les liens internes (vers d'autres articles de Wikipédia) sont à choisir avec parcimonie. Créez des liens vers des articles approfondissant le sujet. Les termes génériques sans rapport avec le sujet sont à éviter, ainsi que les répétitions de liens vers un même terme.
- Les liens externes sont à placer uniquement dans une section « Liens externes », à la fin de l'article. Ces liens sont à choisir avec parcimonie suivant les règles définies. Si un lien sert de source à l'article, son insertion dans le texte est à faire par les notes de bas de page.
- La présentation des références doit suivre les conventions bibliographiques. Il est recommandé d'utiliser les modèles {{Ouvrage}}, {{Chapitre}}, {{Article}}, {{Lien web}} et/ou {{Bibliographie}}. Le mode d'édition visuel peut mettre en forme automatiquement les références.
- Insérer une infobox (cadre d'informations à droite) n'est pas obligatoire pour parachever la mise en page.

Pour une aide détaillée, merci de consulter Aide:Wikification.
Si vous pensez que ces points ont été résolus, vous pouvez retirer ce bandeau et améliorer la mise en forme d'un autre article.
 (février 2025).
Œuvres principales
- Robert Schumann: Carnaval, op.9, Kreisleriana op.16
- Robert Schumann: Études Symphoniques, op.13
- Franz Liszt: Sonate en si mineur
- Frédéric Chopin: 3ème Sonate op.58, Intégrales des Préludes
- Maurice Ravel: Gaspard de La Nuit
- Beethoven Sonates:  N° 7, 21, 23, 28
- Brahms: Sonate N°3
- Schubert: 4 Impromptus op.142, Sonate D.960
- Liszt-Verdi: Réminiscences de Boccanegra

Répertoire
Liszt, Chopin, Beethoven, Schubert, Brahms, Haendel, Soler, Chostakovitch, Schumann, Ravel, Mozart, Debussy
Scènes principales
Salle Gaveau (Paris) chaque année depuis 2011, Salon Cristofori Berlin, Auditorium National de Madrid, Opéra Bastille, Tokyo Sumida Triphony Hall.
Jean-Nicolas Diatkine, né à Paris le 1er mai 1964, est un pianiste français, résidant actuellement à Paris.

## Biographie

### Jeunesse et éducation musicale
Jean-Nicolas Diatkine commence ses études pianistiques à l’âge de 6 ans avec le pianiste Wilfredo Voguet qui l’encourage rapidement à devenir concertiste. Ses parents, médecins reconnus, préfèrent attendre la fin de ses études au lycée dans la branche scientifique avant de le soutenir dans cette voie.  
Après avoir travaillé avec plusieurs élèves de l’école de Claudio Arrau en France et aux Etats-Unis (Carlindo Valériani, Joseph Villa, Kenneth Broadaway), c’est à Londres qu’il rencontre Ruth Nye, élève de Claudio Arrau, avec qui il perfectionne en particulier sa technique et l’art de produire les couleurs du son,.
Puis c’est le compositeur Narcis Bonet qui l'initie pendant 13 ans à l’analyse minutieuse de l’architecture musicale des œuvres qu’il interprète.

### Carrière et collaborations
Chopin conseillait à ses élèves d’écouter les chanteurs ; Jean-Nicolas Diatkine l’a pris au mot et a choisi de travailler entre 1996 et 2007 comme accompagnateur puis coach vocal dans l’école de chant d’Yva Barthélémy à Paris. Cette expérience lui a permis notamment de parcourir le répertoire du Lied allemand, dont la connaissance est essentielle pour saisir l’univers poétique de compositeurs comme Schubert, Schumann et Brahms.
En 2000, il est remarqué par la mezzo-soprano Alicia Nafé et le ténor Zeger Vandersteene qu’il accompagne lors de nombreux récitals en France, Belgique et en Espagne,.
L’expérience de la scène partagée avec ces grands artistes lui donne envie de se produire en soliste, et c’est ce qu’il fait à partir de 1999 en France et en Belgique, notamment dans le cycle de concerts «Autour du Piano», au Festival de piano «Pianissime», à l’Opéra Bastille, à Gand en Belgique.
Depuis 2011, il se produit chaque année Salle Gaveau à Paris et dans de nombreux concerts privés.
En Mai 2017, il fait sa première tournée au Japon (Tokyo, Yamanashi).
En 2023, Jean-Nicolas Diatkine s'est produit à Berlin au Salon Cristofori et au Luxembourg au Foyer Européen.
En août 2024, il joue pour la première fois sur l'Île de Bréhat au profit de la Société Nationale des Sauveteurs en Mer.

### Répertoire et renommée internationale
Jean-Nicolas Diatkine conçoit ses programmes de concert comme une pièce de théâtre où la place des œuvres doit avoir un sens.
Cette exigence l’a entrainé à parcourir un vaste éventail d’œuvres pour piano connues et moins connues, comme par exemple de Beethoven la Sonate Appassionata et la Sonate op.101, la dernière Sonate de Schubert D.960, les Études symphoniques de Schumann, ou encore les quatre Ballades de Chopin, les Variations sur un thème de Haendel de Brahms, et les Suites de Haendel, les Sonates de Soler, les Préludes de Chostakovitch.
Par reconnaissance envers son maître Narcis Bonet, il a joué et enregistré ses "Cinq Nocturnes".

## Réception critique
Son interprétation de Rameau et Debussy a elle été remarquée: «Une redécouverte de Rameau par Debussy : le voyage imaginaire d’un compositeur à la recherche de ses racines originelles, par un immense pianiste qui reste injustement méconnu du grand public.» Thierry Hilleriteau, Le Figaro, 2012.
Son dernier disque Chopin, paru en octobre 2023, lui vaut également des appréciations de la part de la presse spécialisée européenne, en Pologne, Luxembourg, Belgique, entre autres :
«Je suis tombé sur cet enregistrement par hasard, mais dès les premières mesures de la Sonate en si mineur, op. 58, j'ai compris que j'allais passer une nuit blanche, consacrée à une lecture approfondie et répétée de cet enregistrement fascinant (…) Les Préludes, op. 28 ont eu la chance d'être interprétés en studio depuis le début du XXe siècle. Adolescent, j'ai découvert la création philosophique et olympienne de Claudio Arrau (Philips 1990). Plus tard, je me suis délecté de la vision sonore parfaite de Sergio Fiorentino (Saga 1959) et de la conception exubérante de Vladimir Sofronitsky (récital de Moscou 1949, Vista Vera 2006). Il y a quelques années, j'ai découvert - mon enthousiasme exprimé dans le journal - un noble disque du maître espagnol Joaquim Achúcarro (La Dolce Volta 2018).  Aucune des interprétations précédemment citées, souvent fascinantes, que j'ai entendues ne peut cependant se comparer au jeu de Diatkine. Son imagination est aussi inimitable que le son d'Ervin Nyíregyházi, la sélectivité de l'articulation de Grigori Sokolov, la technique d'Arkady Volodos ou l'expression exceptionnelle d'Ivo Pogorelic. Diatkine est tout simplement un visionnaire.» Darius Marciniszyn, Ruch Muzyczny, 2024
«Dans la troisième sonate (de Chopin), Jean-Nicolas Diatkine s’exprime dans un langage subtil, plein de nuances, très raffiné (.) Il joue (les préludes) avec fantaisie et de manière très personnelle, avec des colorations originales, passant de manière expressive de morceaux rapides à d'autres plus contemplatifs et en partie oppressants, le tout avec des accents qui semblent spontanés et un bon sens des rythmes expressifs. Il est enrichissant d'entendre, à côté des nombreux pianistes qui fonctionnent au pas de charge, quelqu'un qui a une vision très personnelle de la vie, qui a sa propre vision des choses et qui ne veut surtout pas nous éblouir par sa brillance.» Rémy Franck, Pizzicato, 2023
«Ses Chopin (Sonate N°3 les 26 Préludes) surclassent tout ce que nous avions écouté jusque-là, tant l’approche du pianiste semble revivifier Chopin dans une poésie inédite, naturelle et sobre, sans effets, d’une sincérité bouleversante.» Hugo Pabst, Classiquenews, 2023

## Discographie et récompenses
- Duparc: 16 Mélodies avec Zeger Vandersteene, ténor paru chez Gents Muzikaal Archief, 2003
- Bizet: Mélodies avec Zeger Vandersteene, ténor paru chez Gents Muzikaal Archief, 2004
- Liszt: Sonate en si mineur, Schumann Kreisleriana, Bonet Nocturnes paru chez Parnassie Editions, 2004
- Schubert: 4 Impromptus op.142 Brahms Sonate N°3 op.5 paru chez Parnassie Editions, 2016
- Beethoven: Sonate N°21 op.53 Schumann Carnaval op.9 paru chez Solo Musica, 2011
- Beethoven: Sonates N°7, 23, 28 paru chez Solo Musica, 2020 (4 diapasons dans Diapason, Avril 2022[9])
- Liszt: Transcriptions de Lieder de Schubert et d’opéras de Wagner, Ballade N°2 paru chez Solo Musica 2022 (4 étoiles dans Classica[10], 4 croches dans Pizzicato[11], note de 39/40 dans Crescendo Magazine[12])
- Chopin: Sonata N°3, Complete Preludes paru chez Solo Musica, 2023 (5 étoiles dans Revista Ritmo[13], 4 croches dans Pizzicato[7])
- Live 2021 & 2023, Beethoven - Liszt - Wagner paru chez Solo Musica, 2024 (Grand Frisson 2024 par Audiophile-Magazine[14])